# MOESK
MOESK (Compañía de Red Eléctrica Unida de Moscú; nombre anterior: Compañía de Red Eléctrica de la Región de Moscú) es una compañía de transmisión y distribución de energía eléctrica que opera en el área metropolitana de Moscú, Rusia. También provee conexión servicios e instalación, reparación, servicios técnicos de mantenimiento para equipos eléctricos.
La compañía fue fundada como resultada de la reorganización de Mosenergo el 1 de abril de 2005. Su nombre original era Compañía de Red Eléctrica de la Región de Moscú. La empresa cambió su nombre a Compañía de Red Eléctrica Unida de Moscú en junio de 2006. Sus instalaciones de energía incluyen aproximadamente 607  centros de alimentación de alto voltaje de 35/110/220 kV, 15.590km de líneas eléctricas de 35-220 kV, 1.408 km de cables de alta tensión; y 121.145 km de red eléctrica de distribución. La compañía tiene su sede en Moscú, en la Federación Rusa. Es una subsidiaria de Holding IDGC.
La compañía atiende un territorio de 47.000 km² con una población de alrededor de 17 millones de personas.